# Sýc americký
Sýc americký (Aegolius acadicus) je jen 18 cm velká sova z čeledi puštíkovitých.
Svrchu je hnědý s bílými skvrnami, spodinu těla má světlou, tmavě pruhovanou, mezi očima má výraznou bílou skvrnu.
Hnízdí v jehličnatých lesích, občas i v lesích smíšených na rozsáhlém území Severní Ameriky. Je částečně tažný.
Loví v noci z vhodné pozorovatelny a na svou kořist, kterou bývají malí hlodavci a občas i hmyz, útočí rychlým střemhlavým útokem. K hnízdění vyžaduje stromové dutiny, zejména ty vyhloubené datly, často využívá i vhodných hnízdních budek.